# Gil Clancy
Pour les articles homonymes, voir Clancy.
Gil Clancy, de son vrai nom Gilbert Thomas Clancy, est un entraineur et commentateur de boxe américain né le 30 mai 1922 et mort le 31 mars 2011.

## Biographie
Sa carrière d'entraineur est marquée par sa collaboration avec Émile Griffith qu'il mène au titre de champion du monde des poids welters et des poids moyens au milieu des années 1960. Il sera également à un moment de leur carrière aux côtés de Mohamed Ali, Joe Frazier, George Foreman ainsi que de Gerry Cooney et Oscar De La Hoya. Dans les années 1980 et 1990, Clancy sera commentateur des combats de boxe pour HBO et CBS Sports et s'imposera rapidement comme une référence en la matière.

## Distinction
- Gil Clancy est membre de l'International Boxing Hall of Fame depuis 1993[1].

## Référence
1. ↑  (en) Biographie de Gil Clancy (ibhof.com)